# Mário Duarte (futebolista)
Mário de Faria e Melo Ferreira Duarte, mais conhecido como Mário Duarte CavC (Esgueira, Aveiro, 25 de Dezembro de 1900 — Pena, Lisboa, 24 de Maio de 1982), foi um diplomata e futebolista português.

## Família
Nasceu a 25 de dezembro de 1900 e foi batizado a 7 de fevereiro de 1901 na freguesia de Esgueira, em Aveiro, como filho de Mário Ferreira Duarte e de sua mulher Maria Teresa de Faria e Melo, 1.ª Baronesa da Recosta. Teve por padrinho o Barão de Cadoro, Carlos de Faria e Melo, seu avô materno e então administrador do Concelho de Aveiro.

## Biografia
Licenciado em Ciências Económicas e Financeiras, Diplomata de carreira, Cavaleiro da Ordem Militar de Cristo (5 de Outubro de 1933), condecorado com a Medalha do Instituto de Socorros a Náufragos, Comendador da Ordem de Isabel a Católica de Espanha, Cruz da Ordem do Mérito Naval de Espanha e Oficial da Ordem Nacional do Cruzeiro do Sul do Brasil. Foi também futebolista e Sócio Fundador do Clube de Futebol Os Belenenses.
A sua carreira diplomática levou a representar Portugal em La Guardia, em Port of Spain, em Berlim (Cônsul-Geral nos últimos três anos da grande guerra), em Havana, no Recife, em Marselha, em Hamburgo, em Madrid, em Santiago do Chile, no Rio de Janeiro (Cônsul-Geral) e no México (Embaixador).
Morreu a 24 de maio de 1982, aos 81 anos, na freguesia da Pena, em Lisboa, vítima de acidente vascular cerebral.
Em Monarquia seria Representante dos Títulos de Barão da Recosta e Visconde do Barreiro.

## Casamento e descendência
A 4 de dezembro de 1932, casou civilmente no Porto com Isabel Mendes Rego (Santo Ildefonso, Porto, 28 de Janeiro de 1908 — São Jorge de Arroios, Lisboa, 6 de abril de 1987), filha de Manuel Rego, barbeiro, natural de Sernancelhe (freguesia de Ferreirim), e de Ana Mendes, natural do Porto (freguesia de Bonfim). Tiveram geração.